# Пилигрым, Александра Валерьевна
Александра Валерьевна Пилигрым (9 августа 1999 года, Шахтёрск, Донецкая область, Украина) — российская футболистка, защитница клуба «Краснодар».

## Биография
В возрасте одного года с родителями переехала в Новороссийск. С 12 лет начала заниматься футболом, играя во дворе с мальчиками. В 15-летнем возрасте стала игроком клуба «Победа», созданного Александром Сергеевичем Гигая. Была капитаном этой команды, участвовала в Первом и во Втором дивизионах. Закончила экономический факультет морской Академии в Новороссийске с красным дипломом. Летом 2021 года отправилась на просмотр в ЖФК «Краснодар». 8 июля 2021 года подписала свой первый профессиональный контракт до 2024 года. Первый матч провела 17 июля 2021 года против «Рязани-ВДВ», с тех пор стала постоянным игроком основного состава «Краснодара».